# Michael Binz (Filmemacher)

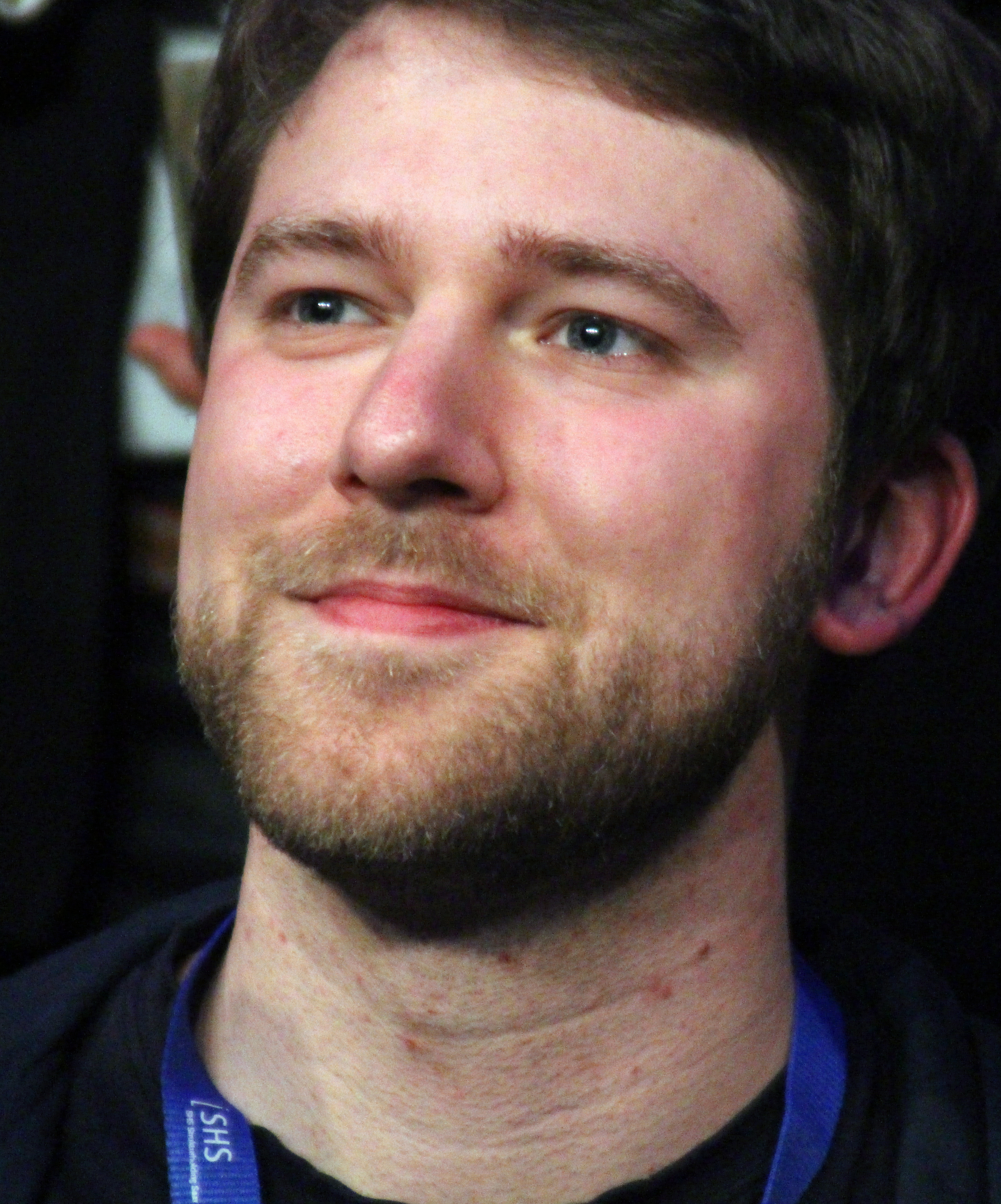
Michael Binz beim Max-Ophüls-Festival 2015

Michael Binz (* 1987 in Köln) ist ein deutscher Filmemacher.

## Leben
Nach verschiedenen Praktika bei Filmproduktionen begann Binz 2008 ein Studium an der Kunsthochschule für Medien Köln, das er 2014 abschloss. Mit seinem Dokumentarfilm Placebus – Waiting for Godot’s Bus konnte er den Videowettbewerb „nrw.spot 2011“ des Grimme-Instituts in Marl gewinnen. 2015 erhielt Binz mit Herman the German den Publikumspreis für den besten Kurzfilm beim Max-Ophüls-Festival 2015.

## Filmografie (Auswahl)
- 2010:	Placebus – Waiting for Godot’s Bus (Dokumentarfilm)
- 2011:	Cosmo (Kurzfilm)
- 2012:	Zähne zeigen (Werbefilm)
- 2013: Der Storyteller (Werbefilm)
- 2015: Herman the German
- 2018: Kroymann
- 2020: Frau Jordan stellt gleich
- 2020: Kroymann
- 2021: Kroymann
- 2022: Kroymann
- 2023: Der zweite Kurzschluss